# Pierre Dupont

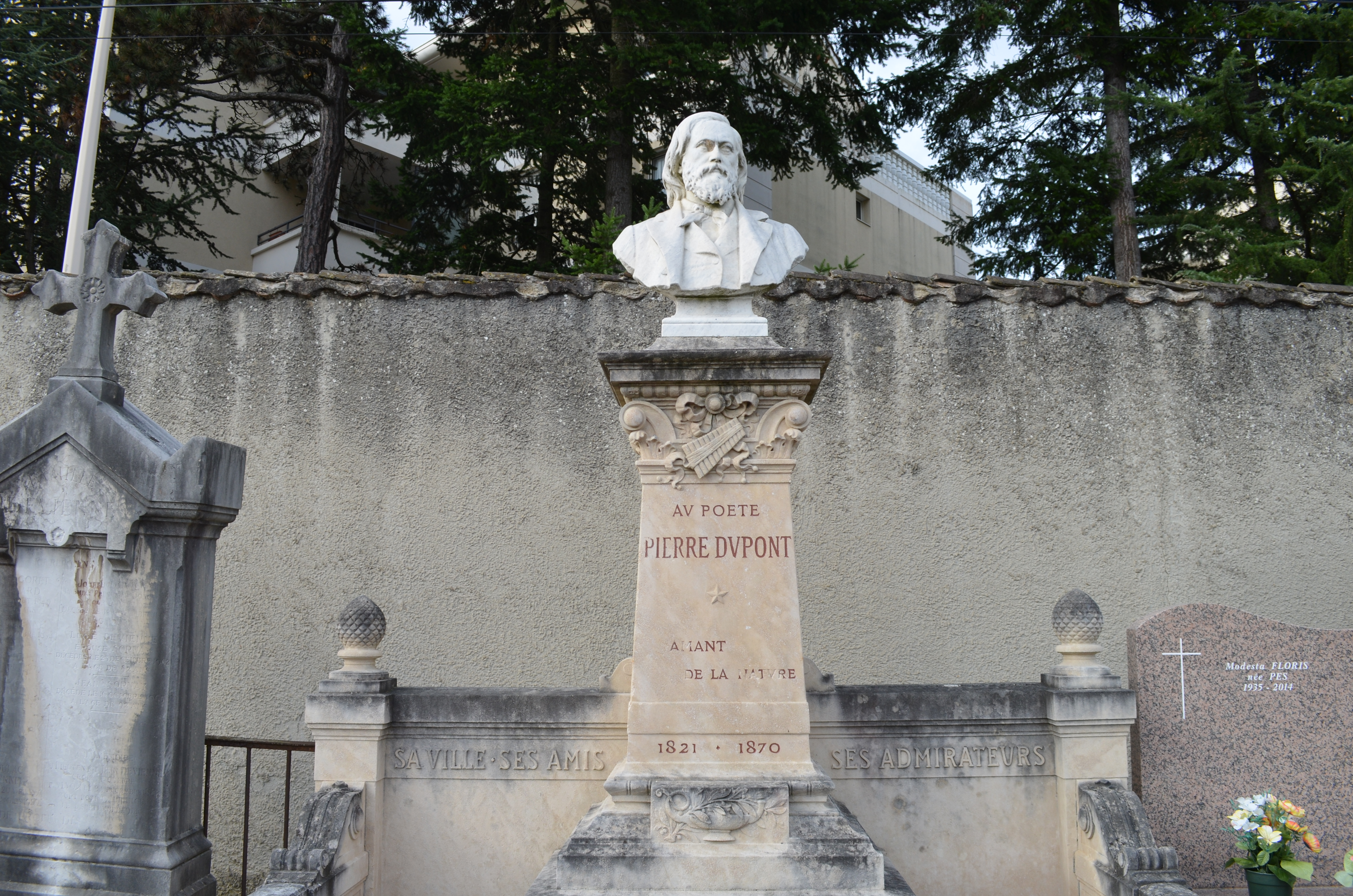
Grobowiec poety stan z 2016

Pierre Dupont (ur. 23 kwietnia 1821 w Lyonie, zm. 24 lipca 1870 tamże) – francuski poeta ludowy, syn kowala. Rozpoczął od ód legitymistycznych, po rewolucji lutowej zaś pisał pieśni socjalistyczne, m.in. Le chant des Ouvriers (tzw. marsylianka robotnicza). W roku 1851 skazany został na deportację, lecz ułaskawiony. Do pieśni swych przeważnie sam tworzył melodie.